# Monthermé

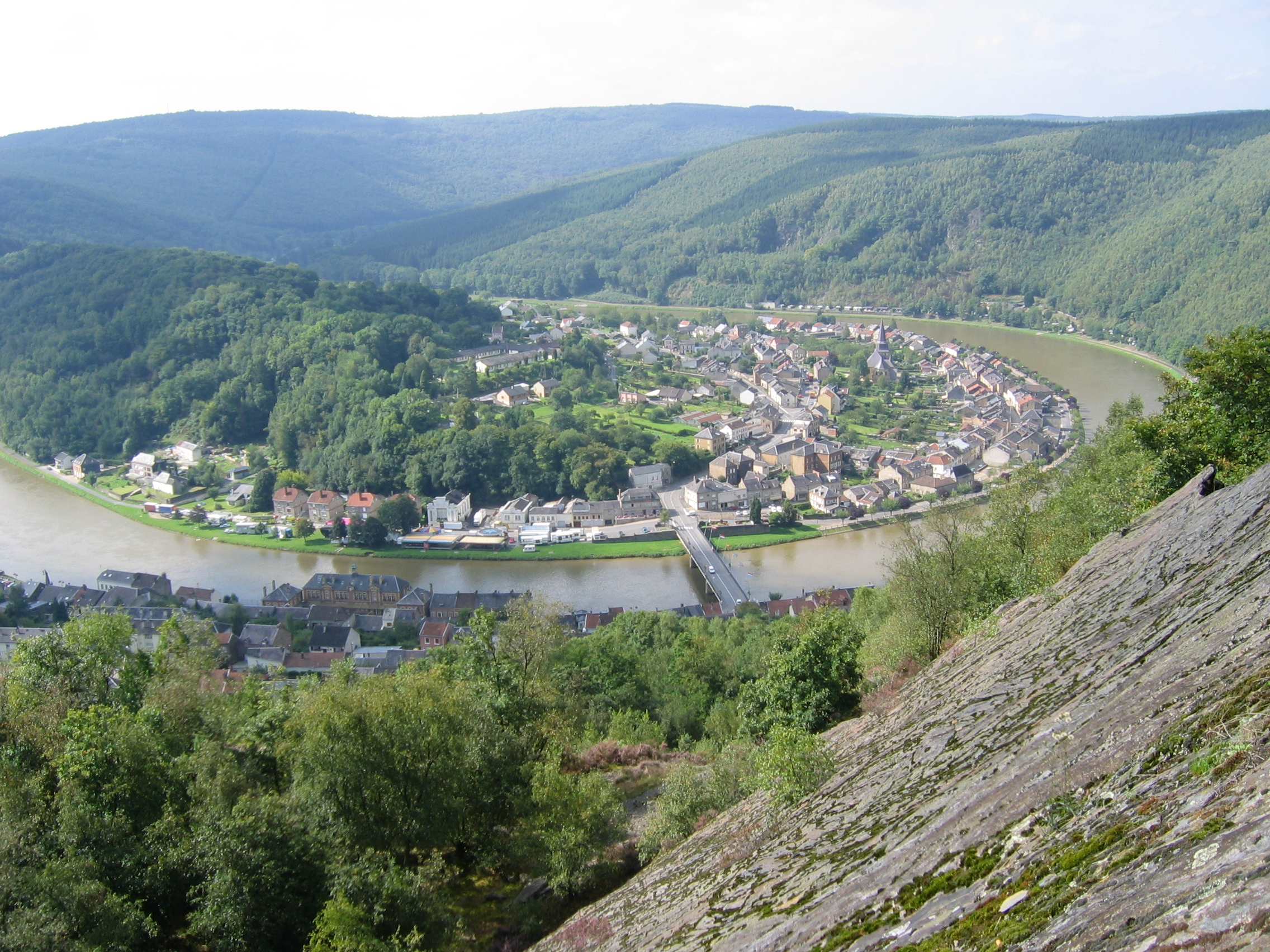
Monthermé ở thung lũng Meuse

 Monthermé  là một xã ở tỉnh Ardennes, thuộc vùng Grand Est ở phía bắc nước Pháp.